# Campagna del fiume Moro
La campagna del fiume Moro fu una campagna militare durante la seconda guerra mondiale, parte della Campagna di Italia, combattuta dal 3 al 27 dicembre 1943 tra le unità dell'Ottava armata britannica e il LXXVI Panzer Corps (LXXVI. Panzerkorps) della Decima armata tedesca (10. Armee).

## Territorio
Il territorio di battaglia era concentrato soprattutto in prossimità del fiume Moro situato in Abruzzo (provincia di Chieti), nella parte centrale dell'Italia, tra i comuni di Orsogna, Poggiofiorito, Arielli, Crecchio e Ortona. La campagna è stata costruita come parte di un'offensiva lanciata dal generale Harold Alexander con l'intenzione di sfondare il sistema tedesco di difesa incentrato sulla Linea Gustav, per poi prendere Pescara e, infine, Roma.
Ortona era considerata dal generale tedesco Kesselring il punto finale verso l'Adriatico della linea che tagliava in due l'Italia nel punto meno esteso della Penisola da un mare all'altro, ma anche uno dei più difficili e aspri per la presenza di colline e catene montuose, soprattutto il punto di passaggio dall'Abruzzo al Lazio, dalla Maiella orientale ai Monti Frentani, fino ad arrivare a Cassino.
Il generale britannico Bernard Law Montgomery, dopo aver sfondato la linea Barbara con la battaglia del fiume Trigno tra Termoli e Vasto nell'ottobre 1943, aveva ricacciato i tedeschi, che provvidero a fortificare la linea sul fiume Sangro, tra Fossacesia, Lanciano, Casoli, Gessopalena, Pizzoferrato ecc...ma anche in questa occasione la parte della linea rivolta verso il mare nella metà del novembre 1943, dopo forti piogge che impedirono la realizzazione di testate di ponti sul Sangro, dato che le ferrovie, le strade, i ponti di pietra erano stati fatti saltare in aria dai tedeschi, le Divisioni Neozelandesi e Indiane dell'VIII Armata Britannica riuscirono a conquistare tra novembre e dicembre Fossacesia e Lanciano.
Montgomery tardò nell'avanzata verso il nord, occupandosi di realizzare i nuovi ponti e ripristinare la ferrovia, inoltre il 3 dicembre fu richiamato dai suoi superiori per preparare lo sbarco in Normandia, pertanto l'VIII Armata Britannica fu affidata al vice Alexander.
I tedeschi dal canto loro poterono ritirarsi oltre i colli aspri e tufacei di Castelfrentano e occupare i punti strategici di Orsogna, Guardiagrele e Chieti, nonché Ortona, preparando una trappola mortale per gli alleati.

## Vicende

### Il primo attacco a Orsogna del 2-3 dicembre
Orsogna è il primo paese dopo Castelfrentano seguendo la strada per Guardiagrele, raggiungibile da Lanciano anche mediante via Costa di Chieti (contrada di Lanciano), passando per Poggiofiorito, che ugualmente era ben guarnita di tedeschi, stando il paese sulla Strada Ortonese Marrucina (attuale strada statale 538) da Orsogna per Ortona, lambendo anche i paesi di Arielli, Crecchio, Canosa Sannita, Tollo, e le contrade di Villa Caldari, Villa Grande, Villa Mascitti, Casino Vezzani, ecc...
Il piano dell'attacco ad Orsogna del 2-3 dicembre prevedeva l'impiego di due truppe del 25º Battaglione. L'attacco sarebbe avvenuto da sud, dal punto più impervio del crinale dove sta Orsogna, zona dei calanchi e del corso del fiume Moro. Proprio per l'asprezza del territorio, l'attacco fu posticipato al 3 febbraio, dando così possibilità ai tedeschi, che avevano fatto sfollare il paese, di preparare come accadrà a Ortona, una "fortezza" inespugnabile.
I mezzi neozelandesi furono arrestati lungo l'attuale strada provinciale 64, località Colle Brecciarola, provenendo da Lanciano dalla via di Madonna del Carmine, nello scontro le truppe del 26º Battaglione tedesco ricacciarono i neozelandesi: appena arrivati in piazza Mazzini, alle porte di Orsogna, l'attacco alleato fallì.
Il 3 dicembre un secondo battaglione alleato motorizzato fu fatto partire da Castelfrentano seguendo la strada di Guardiagrele, senza girare al bivio di contrada Melone, per raggiungere Orsogna da ovest e non da sud-est. L'attacco si rivelò subito difficile perché come dimostrano delle riprese alleate, la strada veniva costantemente cannoneggiata dai tedeschi dal belvedere di San Nicola a Orsogna. Il 18º Battaglione alleato fu bloccato pertanto dal II Battaglione del 1º Reggimento tedesco.

### Il bombardamento alleato del 7 dicembre
Gli alleati decisero di aprirsi la strada per Orsogna con i bombardamenti aerei, dato che era divenuta di prima necessità raggiungere Guardiagrele, e da lì arrivare a Chieti, anch'essa occupata dai nazisti e bombardata dagli aerei alleati, poiché da lì, seguendo l'originario piano del generale Montgomery, quello di prendere Pescara, già pesantemente distrutta dai bombardamenti ininterrotti dal  31 agosto al 14 settembre, sarebbe stato semplice prendere Roma seguendo la vecchia strada della via Tiburtina Valeria.

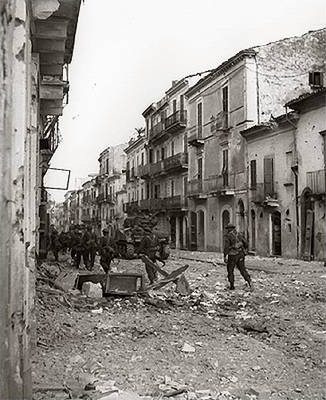
Corso Vittorio Emanuele di Ortona durante i cannoneggiamenti

Il 7 dicembre Orsogna fu l'obiettivo dell'Operazione "Torso", fu impiegato il 28º Battaglione Maori che avrebbe attaccato il paese dal cimitero comunale, località Colle Pascuccio, lungo la strada Marrucina per Ortona, e il 23º Battaglione che avrebbe contrattaccato dalla strada statale per Ortona, zona Colle Sfasciato. Il 24º Battaglione alleato avrebbe attaccato da sud, posizionandosi come il 2 dicembre a Colle Brecciarola, supportato dal 18º Battaglione corazzato.
Il 23 Battaglione riuscì a debellare la difesa del II Battaglione tedesco dei granatieri, ma non riuscì ad avanzare lungo la strada, il 24simo dovette ritirarsi alle porte di Orsogna lungo la strada della Fonte, perché i tedeschi erano stati supportati da 80 unità del III Battaglione del 4º Reggimento paracadutisti. Il Reggimento Maori conquistò l'area del cimitero, ma dovette sempre di sera ritirarsi per le cannonate lanciate dal 26º Reggimento. Di questa giornata c'è ancora a ricordo il rudere dell'antica cappella di San Leonardo, detta "del Monsignore".

### La battaglia "Florence" del 14 dicembre
Il piano, sempre partendo da Lanciano, prevedeva il bombardamento a tappeto di Orsogna, questa volta il paese verrà quasi interamente distrutto dagli aerei alleati, mentre dei carri aggiravano il colle di Orsogna dal nord-est, sempre seguendo la strada Ortonese Marrucina, via Colle Sfasciato. Tra l'8 e il 14 dicembre i mezzi neozelandesi ripararono la strada distrutta dai bombardamenti per far passare i mezzi corazzati di ausilio, del 18º e 20º Reggimento, che avrebbero dovuto risalire i pendii del colle di Orsogna, specialmente via della Fonte, ed evitare le mine piazzate accuratamente dai tedeschi. Questa volta l'operazione fu resa molto difficoltosa dalle avverse condizioni meteorologiche, che causeranno problemi anche nella presa di Ortona.
Tuttavia il bombardamento a tappeto di Orsogna ebbe effetti devastanti, la piazza fu ridotta in macerie, fu centrata la chiesa di San Rocco con il portico, degli edifici di Corso Umberto I con la scuola elementare adibita a ricovero, l'area storica del Piano Castello fu rasa al suolo, fu centrata la parte centrale della parrocchia di San Nicola e la torre campanaria, il castello sulla piazza fu distrutto per metà, il rione di San Giovanni fu quasi del tutto cancellato. Nel frattempo i tedeschi con i mortali cannoneggiavano i carri e i mezzi corazzati sin dalla risalita di Poggiofiorito, ragion per cui anche questo centro e il vicino paese di Arielli furono danneggiati, per non parlare degli aerei che bombardavano costantemente, sperando di far fuggire qualche tedesco che era ancora dentro i paesi.
Poggiofiorito vide  distrutta la chiesa madre di San Matteo, a Crecchio andò distrutto a metà il castello ducale che l'8 settembre aveva ospitato per una notte il Re d'Italia Vittorio Emanuele III con la famiglia di Savoia, in fuga da Roma per Ortona. Il 23º Battaglione venuto da Arielli riuscì a raggiungere il cimitero comunale di Orsogna, divenuto punto strategico alle 9:00 del mattino, dopo aver combattuto ferocemente contro dei carri tedeschi, delle fotografie storiche infatti mostrano l'ingresso monumentale del cimitero a tempio neoclassico crivellato di colpi di mitra.
Il 20º Reggimento tentò nuovamente la salita dal cimitero a Orsogna dal valloncello di via Fonte, senza successo, per via dei cannoni da 88 mm dei tedeschi. Alle ore 3:15 del 16 dicembre i tedeschi lanciano un nuovo attacco partendo da Arielli con il III Battaglione del 6º Reggimento Paracadutisti contro il 21º e il 23º Battaglione neozelandese, ma il 20º Reggimento con i carri del 18º riuscirono a ricacciare i tedeschi verso Arielli; in piena notte il 20º con l'appoggio del Battaglione Maori si rilanciò di nuovo verso il cimitero orsognese per sfondare la linea di difesa, venendo bloccati ancora dai Paracadutisti del 4º Reggimento tedesco, ben provvisti di cannoni e mine anticarro.
Il 17 dicembre il 26º Battaglione con lo squadrone del 20simo Reggimento cercò di ripassare da Colle Brecciarola per penetrare a Orsogna, seguendo l'allora strada Orientale (attuale corso Trento e Trieste), ma la strada era stata fatta saltare in aria, con demolizioni di case e minata minuziosamente in modo da impedire qualsiasi passaggio su ruote. I neozelandesi dovettero desistere per la terza volta nella battaglia di conquista di Orsogna.

### Pianificazione dell'attacco a Ortona

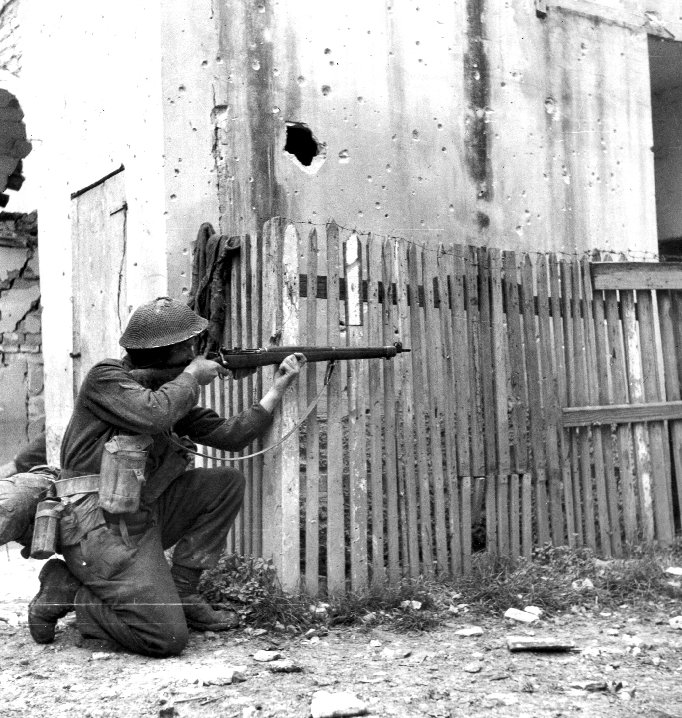
Soldato del Loyal Edmonton Regiment a Ortona
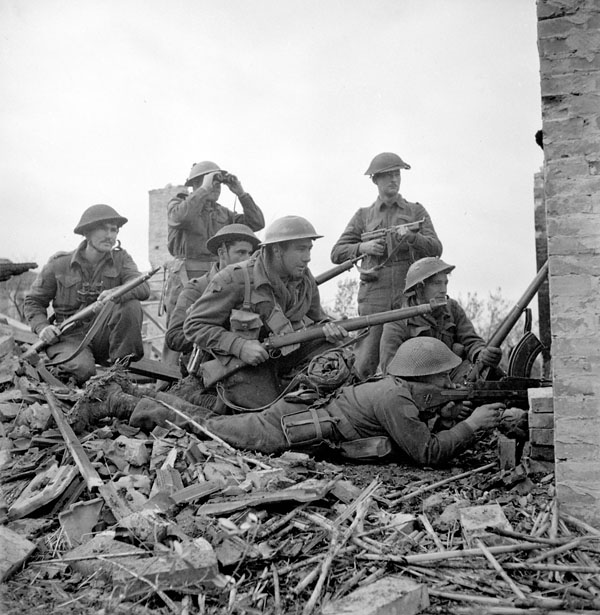
Militari del 48simo Reggimento Highlanders a Villa San Leonardo di Ortona
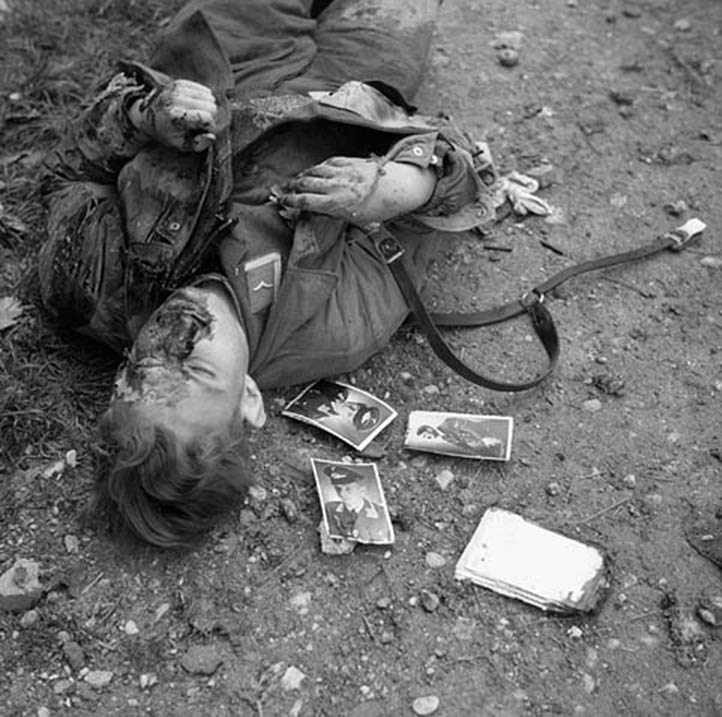
Cadavere di soldato tedesco, nella battaglia del 21 dicembre 1943
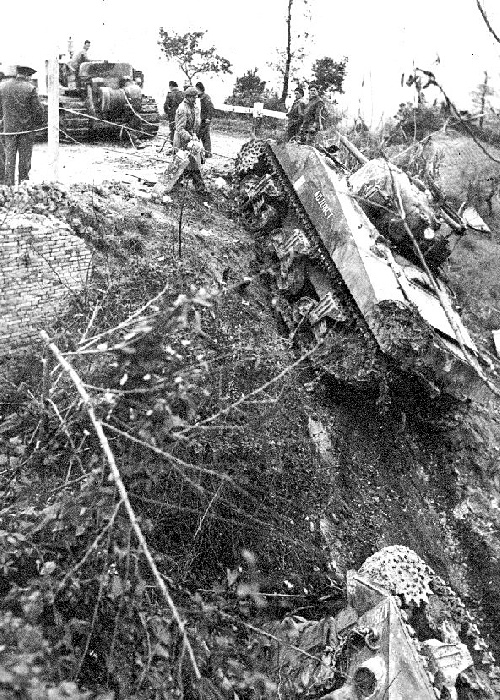
Uno Shermann canadese sprofondato nella "Gola" di località Alboreto, presso casale Berardi, 20 dicembre 1943
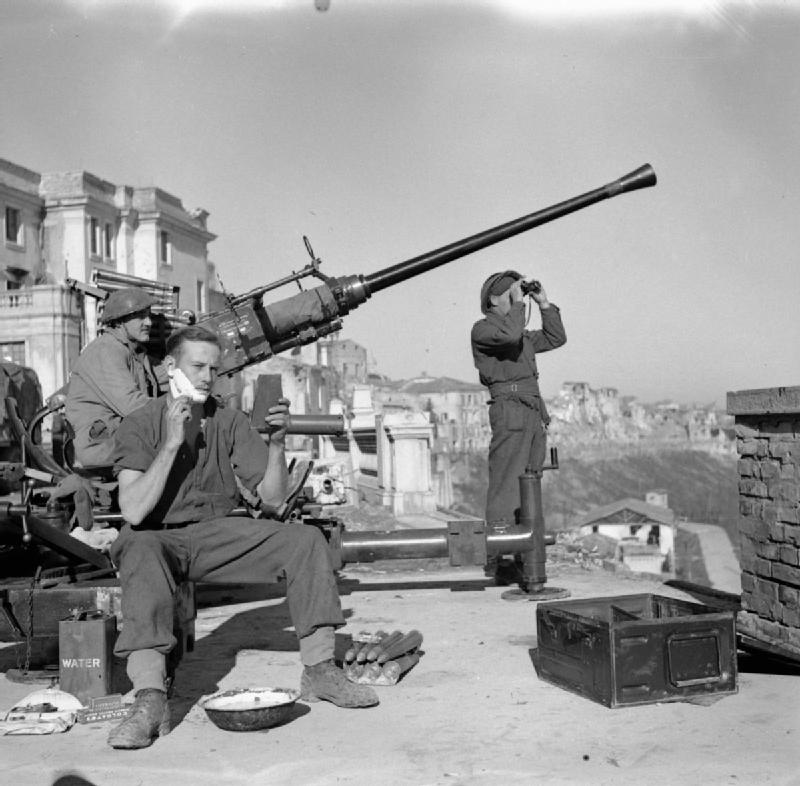
Momento di pausa dei canadesi a Ortona, cannone antiaereo posizionato in Largo Ripetta
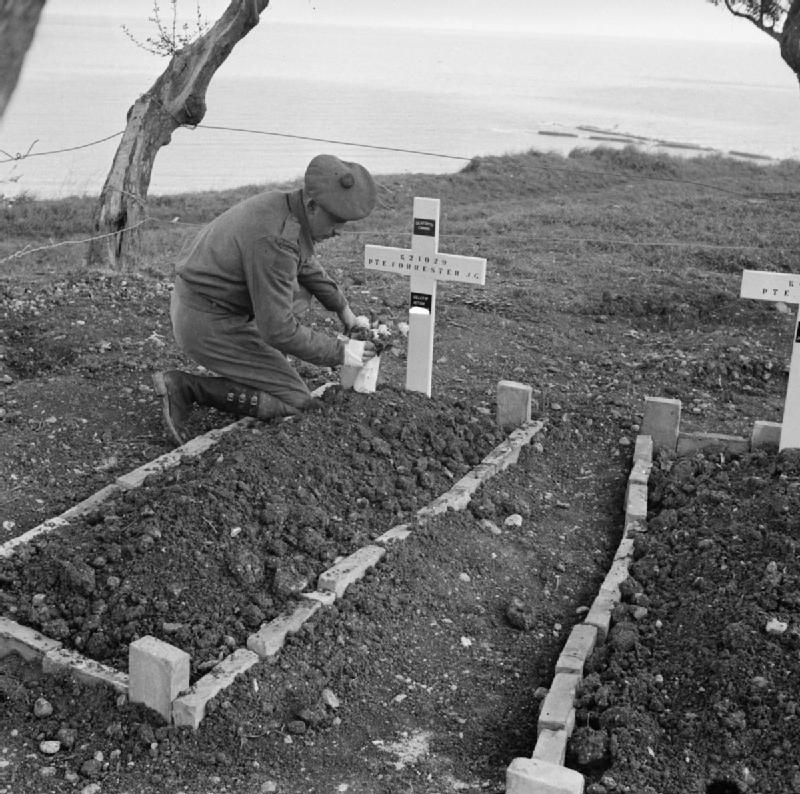
Fosse comuni del cimitero canadese di fortuna, un primo piano il soldato Ralph Forrester pone fiori sulla tomba del fratello, il 26 gennaio 1944

Nel frattempo Ortona era in mano tedesca già dal settembre 1943, secondo Adolf Hitler la città portuale era di profondo valore strategico, mediante Ortona la Wehrmacht avrebbe potuto appropriarsi di risorse petrolifere, mediante anche l'uso del porto ortonese. Anche in questo caso il piano di Montgomery di prendere Ortona, per arrivare facilmente via strada statale Adriatica a Pescara, andrà in fumo per i ritardi della pianificazione delle operazioni, nonché a causa del maltempo che renderà la strada impraticabile.
Secondo lo storico abruzzese Marco Patricelli, durante la battaglia di Ortona (20-28 dicembre), durante gli scontri i tedeschi cecchini, che si erano appostati principalmente sulla torretta del palazzo comunale, cercavano di abbattere gli ufficiali, in modo da decapitare l'esercito canadese, e ridurlo allo sbando. Quando dopo il fallimento dell'attacco Florence a Orsogna del 17 dicembre, le truppe canadesi di Paul Triquet e del generale Vokes, giunsero verso Ortona, passando sempre da Poggiofiorito e da Guastameroli, si accorsero che all'altezza di Villa Caldari, grossa contrada ortonese, dove passa anche la ferrovia Marrucina, si accorsero che all'altezza di località Alboreto, nei pressi della strada statale Marrucina i tedeschi avevano scavato una profonda fossa detta "La Gola", per impedire il passaggio dei carri armati Shermann.
L'obiettivo dietro cui i tedeschi si erano fortificati era il casale Berardi, oggi considerato come un museo e punto della memoria della battaglia. L'attraversamento della Gola avvenne sotto il comando del generale Volke tra il 14 e il 15 dicembre, mentre i mitra tedeschi sparavano da Casa Berardi, e alcuni carri Shermann finirono sotto la Gola, divenendo inutilizzabili. Il capitano Paul Triquet adottò la mossa di impegnare il grosso del contingente ad attaccare i tedeschi, mentre lui con uno squadrone di arditi avrebbe aggirato la Gola e preso i tedeschi alle spalle dietro il casale. L'operazione ebbe esito favorevole, l'obiettivo fu conquistato, e tale merito valse a Triquet la prima Victoria Cross per un canadese del Quebec.

### La battaglia di Ortona
Ortona era stata fatta evacuare, anche se dei civili rimasero nelle loro case, non comprendendo l'ordine tedesco, o semplicemente disobbedendo, a loro rischio e pericolo. Il centro storico era stato minato nei punti strategici, da corso Vittorio Emanuele passando da Porta Caldari (piazza della Vittoria), piazza del Municipio, corso Matteotti, piazza San Tommaso, castello, strada Orientale, piazza San Francesco e piano Madonna delle Grazie, piano dei Cappuccini del cimitero.

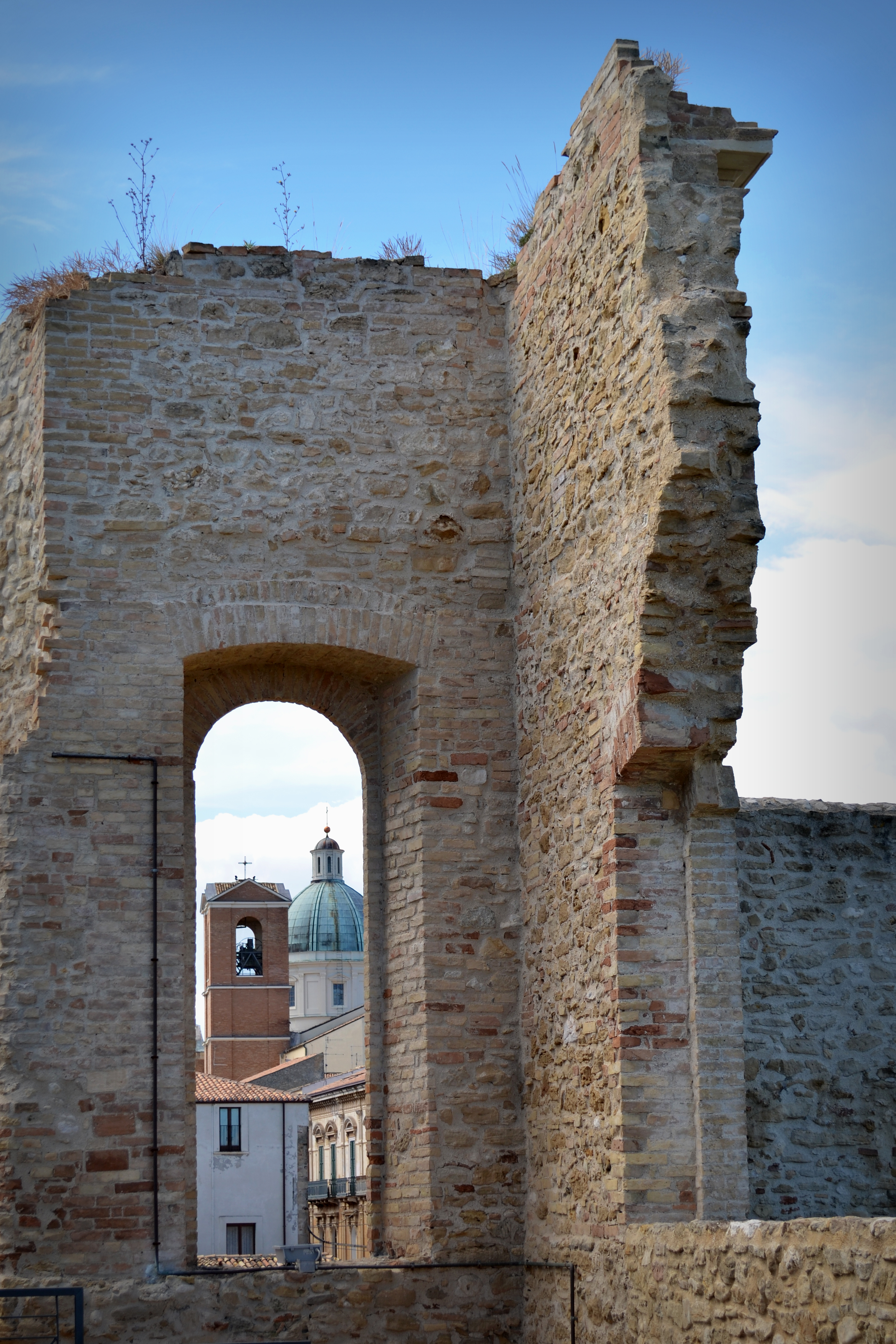
Ortona, rudere del palazzo dentro il castello aragonese, e veduta della Cattedrale, nella ricostruzione postbellica

La I Divisione Fallschirmjager "Paracadutisti" del III Reggimento tedesco, si preparava a difendere Ortona, sotto il comando di Liebscher, che si era già distinto durante lo sbarco in Sicilia. Il tedeschi dal 12 dicembre iniziarono a far saltare in aria alcuni edifici del centro storico per bloccare l'avanzata dei carri corazzati canadesi, specialmente distrussero palazzi tra il corso Vittorio Emanuele e la piazza del Municipio, dei cecchini si appostarono sulla torretta del palazzo.
Il 21 dicembre iniziò l'attacco passando dietro il muro del convento di Costantinopoli (attuale convento dei Salesiani); seguendo la via con il muraglione (via Costantinopoli, di cui alcune fotografie mostrano come gli alleati catturarono dei ricognitori nemici), i canadesi arrivarono con i carri, che passavano dallo stradone principale (attuale viale della Libertà) a Porta Caldari, dietro la chiesa di San Rocco, non senza combattere contro i cecchini e i mitra. Tuttavia il piano tedesco dell'attacco a sorpresa prevedeva che gli Shermann, senza combattere, entrassero da Porta Caldari al corso Vittorio, arrivando verso la fine a piazza Municipio, dove erano state posizionate le mine "Ballerine".
Dato che fu impossibile continuare l'assalto, mitragliati dai cecchini, e dai tedeschi che sopraggiungevano dai vai vicoli ortogonali del corso: via Marconi, via Giardini, via Garibaldi, via Speranza, via Caldora ecc..., i soldati canadesi si sparpagliarono, e dovettero combattere strada per strada; non esisteva un obiettivo vero e proprio di conquista, la battaglia si concentrava sul corpo a corpo, nell'obiettivo di eliminare quanti più soldati possibile per spingere l'esercito nemico alla resa e allo sfinimento.
Lo storico Patricelli, insieme alle testimonianze di ex combattenti ancora in vita, ricorda di come durante i giorni della battaglia tra i battaglioni ci furono episodi di attacchi isterici, di tentativi di suicidio, di suicidi veri e propri per sfinimento, come l'episodio di un soldato tedesco che si sparò un colpo in testa in piazza San Tommaso, davanti alla mole distrutta dell'antica Cattedrale fatta saltare in aria dai tedeschi la mattina del 21 dicembre, giorno della festa patronale del Santo, poiché la torre dell'orologio con il faro era considerata un punto si avvistamento e dunque strategico, che doveva essere eliminato.
Gli alleati per arrivare a conquistare tutto il centro storico, ricorsero a uno stratagemma, come fece il Reggimento Edmonton: 60 uomini avanzavano di edificio in edificio rompendo le pareti, seguendo la "tattica del topo", per arrivare al colle del castello; tuttavia vennero scoperti dai tedeschi e mitragliati, e dei 60 rimasero in vita solo 17. La battaglia alla fine si spostò a favore degli alleati canadesi grazie all'ausilio dei Seaforth Highlanders e ai carri del Reggimento "Three Rivers", che dal 22 si unirono ai canadesi contro i tedeschi, sino ad arrivare al castello. Altre due brigate canadesi provarono ad arrivare dalla strada Marrucina, ma i tedeschi, che si erano acquartierati nell'ex ospedale del convento di Costantinopoli, per festeggiare il pranzo del Natale, li bloccarono.
La mattina del 28 dicembre i tedeschi abbandonarono per sfinimento la città di Ortona, ritirandosi a nord, e i canadesi poterono entrare in città e fornire assistenza ai civili sopravvissuti che non erano sfollati prima della battaglia, la città era ridotta in macerie, un filmato di propaganda del 28 dicembre mostra il corso Vittorio Emanuele pieno di macerie, con un uomo anziano che si aggira per le vie.
Il piccolo cimitero militare di fortuna allestito dai canadesi, nel 1946 verrà ricostruito presso il colle di San Donato, noto come Moro River War Canadian Cemetery.

### L'ultima battaglia di Orsogna e la distruzione di Tollo
Il paese, difeso nell'inverno '43-'44 dai paracadutisti tedeschi della 1ª Divisione (III Battaglione del 4º Reggimento) non cadde in mano alleata fino all'8 giugno 1944, quando venne liberato dal 184º Reggimento di fanteria "Nembo" del Corpo Italiano di Liberazione. Orsogna, bombardata ripetutamente dai caccia e dall'artiglieria alleata, alla fine della guerra registrò circa il 95% dei propri edifici danneggiati, tanto da essere definita in alcuni casi come la "Cassino dell'Adriatico".

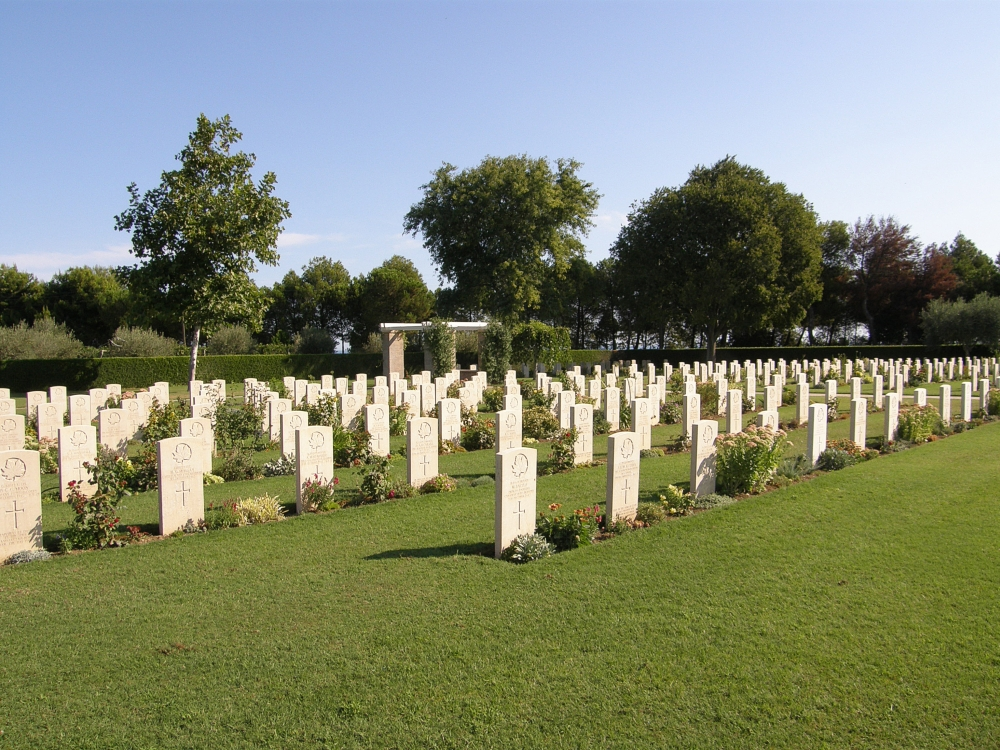
Lapidi del cimitero militare canadese di Ortona

Il piano fu chiamato Operazione "Ulysses", questa volta i neozelandesi avrebbero dovuto valicare i colli a nord di Orsogna e della strada statale, ben difesa nella zona del cimitero, lungo contrada San Basile. Dato che i tedeschi erano stati decimati, nonché impegnati negli scontri tra Miglianico, Francavilla e Guardiagrele, avevano dall'inizio del 1944 incominciato ad allentare la morsa su Orsogna, dacché la parte di strada statale all'incrocio con le vie per Ortona, Arielli e Poggiofiorito era rimasta in mano ai neozelandesi, che poterono nuovamente tentare un attacco a Colle Sfasciato.
Questa quarta battaglia si svolse in contemporanea con la battaglia di Ortona, e i tedeschi riuscirono ancora una volta a bloccare i neozelandesi, sino all'arrivo l'8 giugno 1944 di mezzi freschi alleati. Tuttavia i tedeschi erano stati ricacciati quasi tutti dall'Abruzzo, e non vi era più nessuno a difesa di Orsogna, ridotta in macerie.
Il paese di Tollo, a poca distanza verso Ortona, fu uno degli altri centri chietini che pagò maggiormente per la guerra. La notte del 5 dicembre, nell'ambito delle operazioni neozelandesi contro Orsogna, il paese fu bombardato, gli abitanti erano sfollati nei casali di campagna e nelle grotte tufacee, come ad Orsogna, gli abitanti si rifugiarono pressi gli archi a contrafforte del paese dal crinale sud verso i calanchi, oppure erano fuggiti in grotte vere e proprie.
Dato che anche Tollo era ben difesa dai tedeschi, il 4 marzo 1944 un reggimento corazzato neozelandese condusse un bombardamento sul paese, centrando piazza Municipio, via Roma, via Mazzini, corso Antonio Nolli, il piano castello con la chiesa madre, il cimitero con la chiesa di Santa Marina. Come Orsogna, Tollo fu dichiarata libera molto tardi, il 2 giugno 1944, quando era ridotta in macerie, ancora peggio di Orsogna.

## Luoghi coinvolti

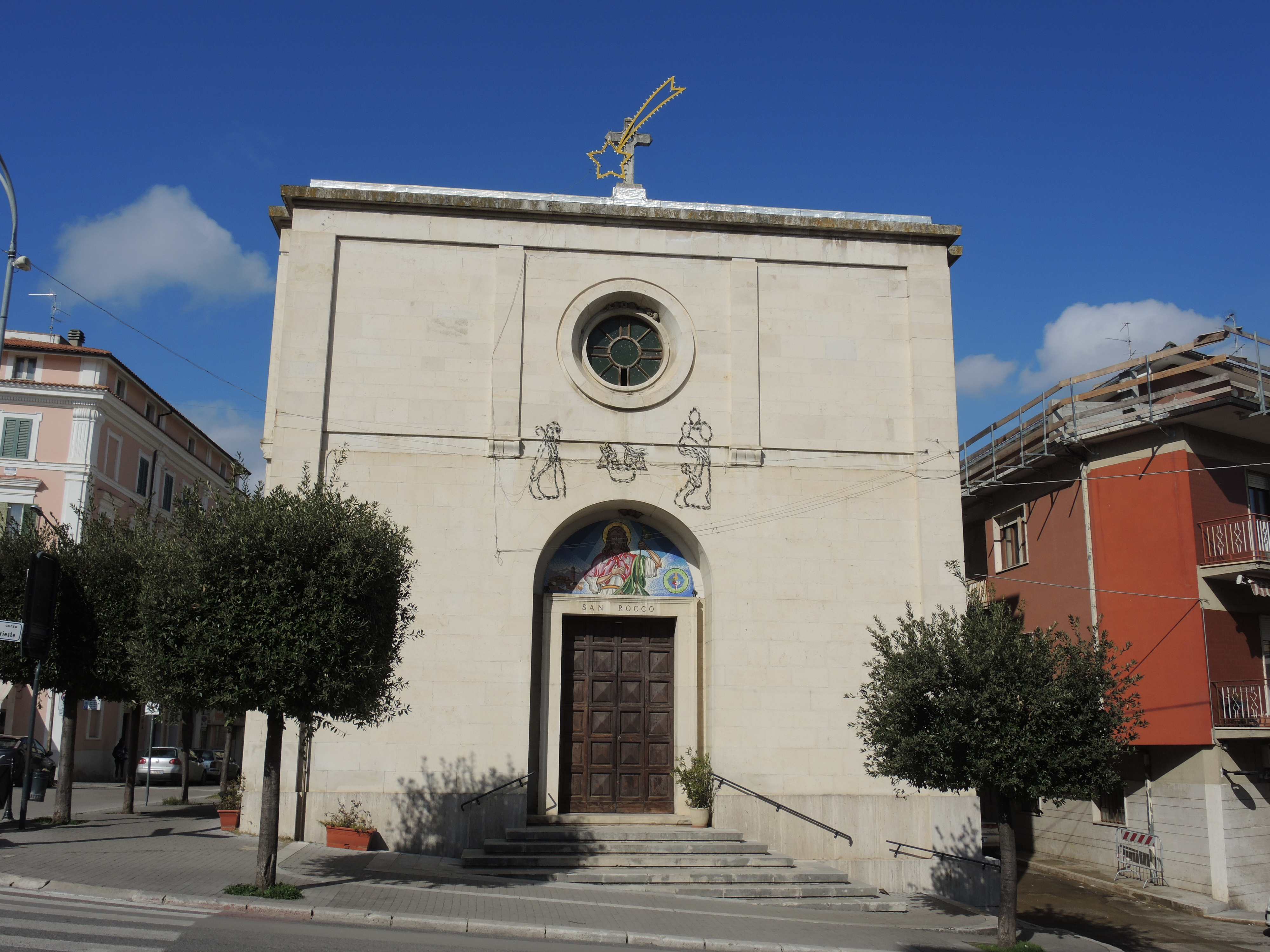
Chiesa di San Rocco a Orsogna, nella ricostruzione postbellica

- Ortona (Villa Caldari, Villa Torre, Villa Rogatti, Villa Iubatti, Villa Grande, San Donato, San Leonardo)
- Orsogna (San Biase, Colle Brecciarola, San Giovanni, Convento)
- Tollo
- Poggiofiorito
- Arielli
- Crecchio
- Canosa Sannita

## Luoghi della memoria
- Cimitero militare canadese di Ortona: località San Donato
- Monumento alle Vittime Civili di San Leonardo: contrada Villa San Leonardo, incrocio tra via Palazzo e via Adriatica
- Monumento alle Vittime Civili Caduti di Guerra: opera di Tommaso Cascella, all'ingresso del cimitero comunale di Ortona
- Monumento alle Vittime Canadesi: Ortona, piazza Plebiscito, rinominata Piazza Eroi Canadesi
- Carro armato alla rotatoria della strada statale Ortonese
- Monumento alle Vittime Civili di Orsogna: corso Trento e Trieste, incrocio con via Achille Rosica
- Museo di Guerra per la Pace: Canosa Sannita: palazzo dei Conti Martucci, via Roma